# Болл-Граунд (Джорджия)
Болл-Граунд — город в округе Чероки, штат Джорджия, США. Первоначально город был на территории чероки, но потом их изгнали с этой земли и отдали белым поселенцам. В 1882 году была построена железная дорога, вокруг которой и образовался город. Город был зарегистрирован 1 января 1883 года, промышленная экономика которого была в основном сосредоточена вокруг мраморной промышленности. Примерно в середине XX века промышленность начала уходить и город начал приходить в упадок. Начиная с 2000 года город начал быстро расти: по данным переписи 2020 года, население города составляло 2560 человек, что в три раза превышает население города в 2000 году, когда его численность составляла 730 человек.

## История

### Ранняя история и поселения
Территория, которая охватывает Болл-Граунд, изначально была заселена как индейцами чероки, так и мускоги-крик, до битвы при Таливе. Она произошла в том месте, которое позже стало Болл-Граунд в 1755 году, между чероки и мускоги-крик.  Битва закончилась победой чероки и вытеснением мускоги-крик с этой территории.